# Francesco Filippini
Francesco Filippini  (né le 18 septembre 1853 à Brescia et décédé  le 6 mars 1895 à Milan) est un peintre italien. Il est considéré comme une figure de l'impressionnisme italien. Son œuvre est marquée par une prédilection pour les paysages et les sujets de plein air.

## Biographie
Fils d'un menuisier, Lorenzo Filippini, et d'une couturière, Silvia Signoria, Francesco Filippini provient d'un milieu modeste. Tout jeune, il commence à peindre seul, mais cette vocation est souvent entravée par la pauvreté dans laquelle vit sa famille, ce qui l'a obligé à travailler encore enfant, en étant commis dans une pâtisserie appartenant à la famille Chiappa. Là, dès l'âge de treize ans, Filippini réalise, durant les pauses, des portraits de membres de cette famille, tracés au charbon de bois sur du papier d'emballage, qui témoignent d'un véritable talent précoce. Plus tard, grâce à son écriture, il est embauché comme clerc de notaire.
Il fréquente le milieu artistique de Brescia, s'inscrit au début des années 1870 à une école de peinture, d'art et artisanat rattachée à la Pinacothèque Tosio Martinengo,, où il se forme au contact du maître Giuseppe Ariassi et de Luigi Campini.
À partir de 1875, il s'établit à Milan, suit des cours à l'Académie des beaux-arts de Brera, étudie avec Giuseppe Bertini et remporte plusieurs prix.

### Apprenti peintre à Paris
En 1879, Francesco Filippini se rend en France pour visiter le Salon de peinture et de sculpture de Paris, rend visite notamment à l'atelier de Charles Gleyre et se lie d'amitié avec Claude Monet. Il est alors plus intéressé par le paysagisme romantique tardif que par les débuts de l'impressionnisme, bien que certaines de ses œuvres de cette époque dénotent une communauté d'inspiration avec les atmosphères brumeuses et hivernales que Monet exprime dans ses tableaux consacrés à la gare de Paris-Saint-Lazare (La Gare Saint-Lazare, 1877, Cambridge, Fogg Art Museum) ; tel est par exemple le cas de Laguna veneta peint en 1877.

## Marché de l'art
Lors d'une vente aux enchères Sotheby's Milano en 2007, Ai piedi del ghiacciaio (Au pied du glacier, 1875) de Francesco Filippini, une huile sur toile, a été vendue pour 102 250 euros plus les frais d'enchères.
Francesco Filippini, avec Mario Schifano, est le peintre italien le plus contrefait. On suppose que plus de 30 % des œuvres de Filippini sont des contrefaçons, réalisées par des « copistes » qualifiés à partir de 1930. Toutes les œuvres authentiques de Francesco Filippini sont signées, il n'y a que rarement des indications de dates. Cependant, il n'est pas difficile pour un expert d'identifier un faux Filippini. Il peint de la même manière même dans de petites dimensions, avec son long trait tout en travaillant sur des supports réduits.

## Expositions
- Museo Palazzo Tosio Martinengo, 100 capolavori del XIX e XX secolo dalle collezioni private bresciane, Brescia, 2018

## Musées
- Musée Gallerie di Piazza Scala de Milan, (Prime Nevi)
- Musée Pinacothèque de Brera, Milan (Il maglio, La strigliatura della canapa)
- Galerie d'art moderne de Milan
- Collection d'art de la Fondazione Cariplo, Milan
- Museo di Santa Giulia, Brescia
- Pinacothèque Tosio Martinengo, Brescia
- Regione Lombardia, Milan
- Académie des beaux-arts de Brera, Milan, (Mattino di novembre a Ligurno, 1885).
- Musei Civici di Arte e Storia di Brescia (Autoritratto giovanile, Studio di nudo virile, Giovane donna dal vestito verde, Ritratto del Padre, Ritratto della madre, Paesaggio, Fulvio che svela a Cicerone la congiura di Catilina)
- Musée d'Art moderne Ricci-Oddi, Piacenza
- Galerie d'art moderne de Novare

## Œuvres
On remarque[style à revoir] en particulier sont les œuvres de Francesco Filippini pour la nature et les thèmes bucoliques, en particulier ceux concernant la vie agricole, avec un intérêt porté sur la représentation de bergères.
- Prime Nevi

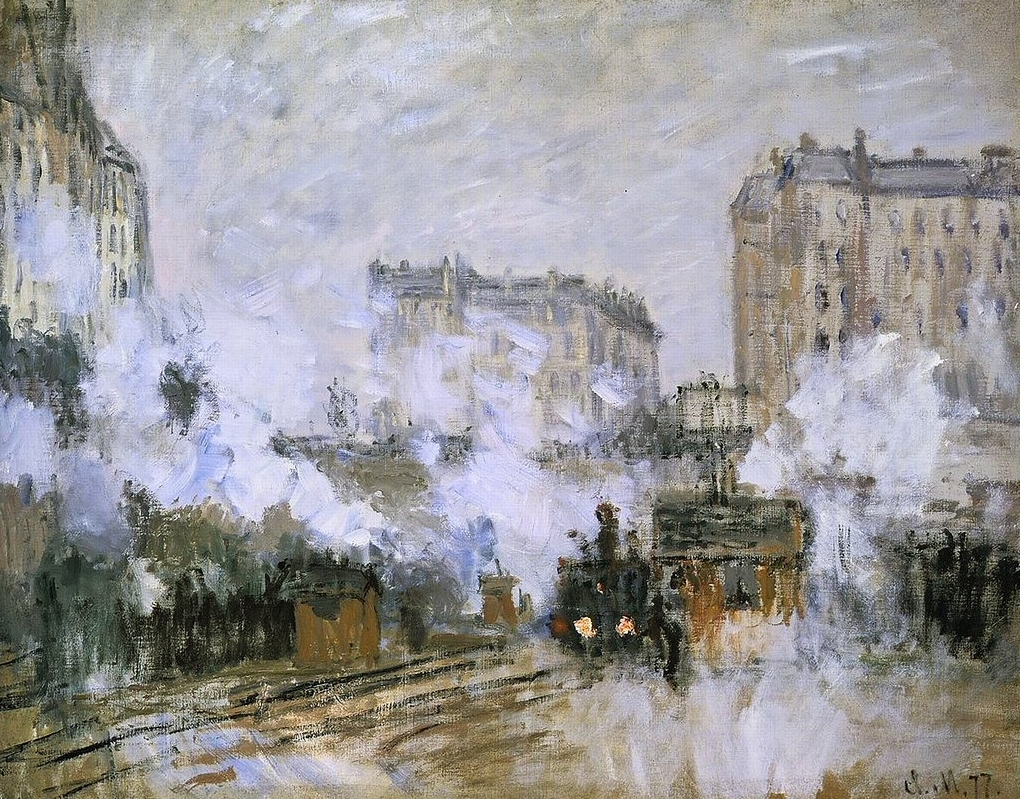
Claude Monet, La Gare Saint-Lazare : Extérieur de la gare, arrivée d'un train. (1877) ;, Paris.

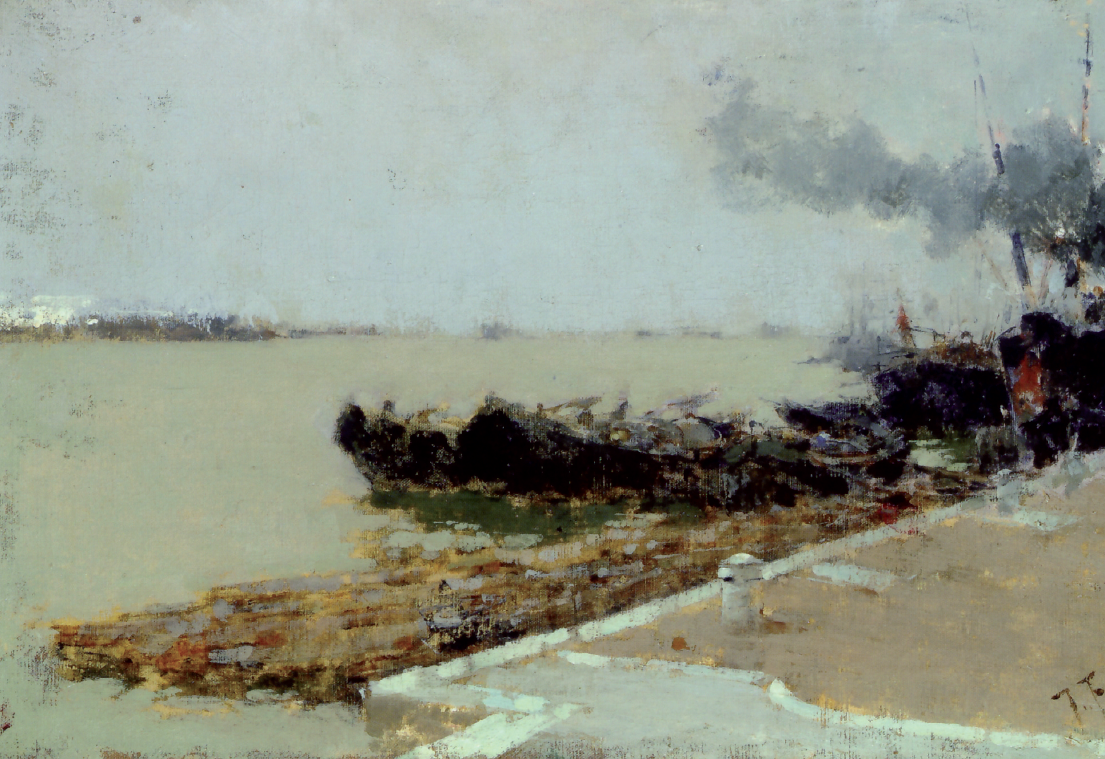
Francesco Filippini, Laguna Veneta (1892).

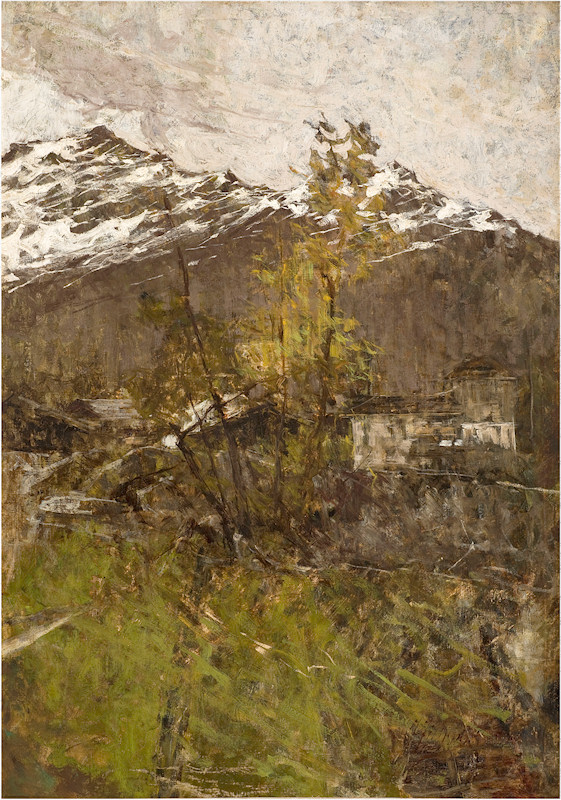
Prime nevi, 1889, (Museo Gallerie di Piazza Scala, Milan).

- Il gregge di pecore, Milan, Collection privée (1889)
- Il riposo della pastorella, cm. 39 x 62, Milan, Collection privée (1889)
- Il riposo - Contadine in riposo - Siesta, cm. 88 x 140, Brescia, Collection privée (1887-1889)
- Ritorno al pascolo - Pecore tosate - Tramonto, cm. 80 x 130, Piacenza, Museo d'arte moderna Ricci Oddi (1885)
- Vespero (Gregge, Sosta), Brescia, cm. 104 x 177, Musei Civici di Arte e Storia di Brescia (1891)
- Vespero in Val Trompia, Brescia, Musei Civici di Arte e Storia di Brescia (1882)
- Una giornata d'estate, 1879
- Il Maglio, Milan, premio Canonica, Pinacothèque de Brera (1889)
- Paesaggio, cm. 115 x 80, Milan, Collection privée (1889)
- Contadine in riposo, cm. 44 x 74, Brescia, Collection privée (1887)
- La strigliatura della canapa, Milan, Pinacoteca di Brera (1890), premio Mylius
- Campagna mesta
- L'aratura e Vette appenniniche (1894)
- Mattino di novembre a Ligurno, Milan, Académie des beaux-arts de Brera, (1885)
- La grande Marina, Milan, Galleria d'Arte Moderna de Milan (1890)
- Impressioni sulla laguna, Brescia, Collection privée (1878)
- Autunno sulle Alpi - Autunno, cm. 85 x 140, Milano, Collection privée (1889)
- Giulia Ferretti Ferri, Brescia, Musei Civici di Arte e Storia di Brescia (1883)
- La lettrice (Madame Bovary), Collection privée (1881)
- Studio di nudo
- Impressione sulla laguna
- Ai Piedi del Ghiacciaio, olio su tela, cm. 95.5 x 55.5
- Fulvia che svela a Cicerone la congiura di Catilina
- Nevicata
- Autunno in Valtravaglia
- Vae tyrannis (La morte di Caligola), 1879
- Il Beato Angelico che dipinge ginocchioni le sue Madonne, 1880

## Signature
Filippini signe ses œuvres en bas à droite, en italique, généralement en rouge et en relief.

## Distinctions
Francesco Filippini remporte plusieurs prix, parmi lesquels :
- Premio Brozzoni, 1876, avec un sujet historique, 1878, 1880, et 1881 ;
- Premio Fumagalli, 1887 ;
- Membre honoraire de l'Académie de Brera de Milan, 1888 ;
- La Fondazione Premio Canonica, 1889 ;
- La Fondazione Premio Mylius, 1890.